# Miguel Littin

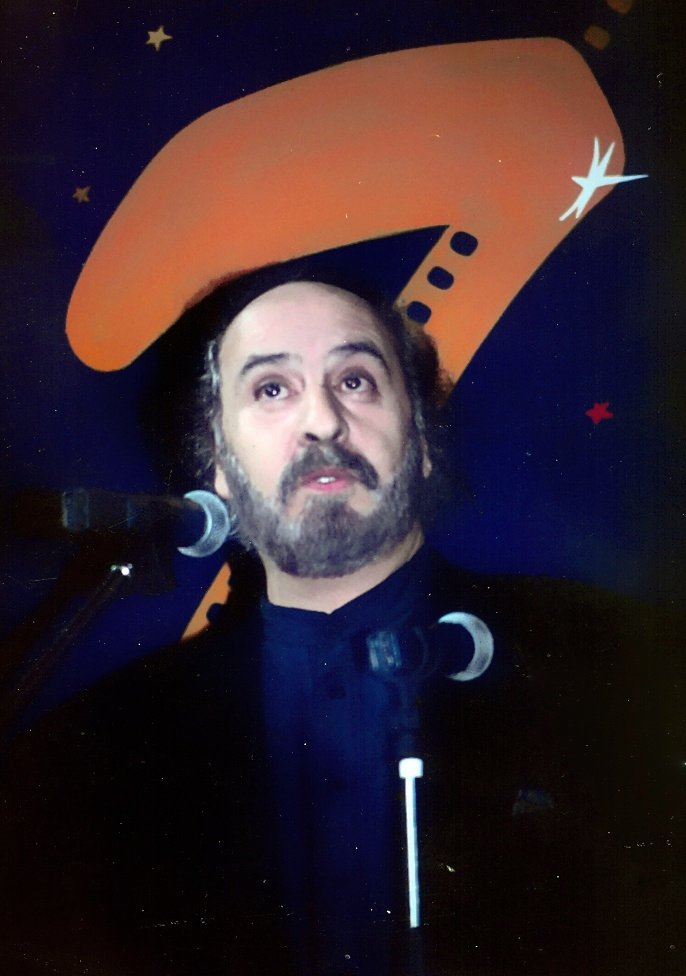
Miguel Littín (1994)

Miguel Ernesto Littín Cucumides (* 9. August 1942 in Palmilla, Chile) ist ein chilenischer Regisseur, Filmproduzent und Schriftsteller palästinensischer Herkunft.

## Leben
Der Filmemacher Miguel Littín begann seine Karriere 1965 mit seinem Debütfilm Por la tierra ajena. Sein erstes international bekannt gewordenes Werk war der 1969 an der Universidad de Chile mit Luis Cornejo Gamboa produzierte Rekonstruktionsfilm El chacal de Nahueltoro (deutsch: Der Schakal von Nahueltoro), der den authentischen Fall eines 1963 in Chile hingerichteten Mörders behandelt. Der Film wurde auf der Berlinale 1970 gezeigt. 
1971 drehte Littín den Film La Tierra prometida (deutsch: Das gelobte Land): ein Film über arbeitslose Bauern um 1930, die auf der Suche nach dem versprochenen Grundbesitz sind. Er wurde 1973 nach dem Militärputsch in Chile verboten. Als exponierter Anhänger des gestürzten Präsidenten Salvador Allende musste Miguel Littín Chile während der Militärdiktatur unter Augusto Pinochet verlassen und ging ins Exil nach Mexiko. Dort dreht Littín viele Filme, die sich mit der Diktatur in Chile befassen.
Neben seinem filmischen Schaffen ist Miguel Littín auch als Schriftsteller tätig und hat zwei Romane verfasst. Hierbei spielen sein Vorbild, der chilenische Schriftsteller Francisco Coloane, und dessen Liebe zu Feuerland eine große Rolle. In Littíns Film Tierra del Fuego („Feuerland“) aus dem Jahre 2000 geht es um das Schicksal von Goldsuchern in Feuerland.

## Der FilmActa General de Chile
Im Jahre 1985 startete Littín sein wohl berühmtestes und spektakulärstes Filmprojekt, Acta General de Chile. Sein Plan war, einen Dokumentarfilm mitten in Chile zu drehen, obwohl das Land von der Geheimpolizei stark überwacht wurde. Littín plante dieses riskante Unternehmen generalstabsmäßig. Der Film wurde als Werbefilm getarnt und Littín veränderte sein Aussehen stark. Er nahm die Identität eines Uruguayers an. Da sein Team zusätzlich aus vielen Europäern und anderen Ausländern bestand, gelang Littín das kaum für möglich Gehaltene: An der Geheimpolizei Pinochets vorbei warfen seine Aufnahmen einen tiefen Blick in das Leben unter der Diktatur. Littín filmte rund sechs Wochen in Chile. Rund 32.000 Meter Film wurden während dieser Zeit aufgenommen.
Der Film ist in vier Abschnitte geteilt:
- Littín illegal in Chile
- Lage in der Bergwerksregion in Nordchile
- Reise ins Zentrum Chiles
- Hommage an Allende und chilenische Oppositionelle

Der letzte Teil umfasst Würdigungen von Gabriel García Márquez, Fidel Castro und Hortensia Bussi. 
Der Schriftsteller Gabriel García Márquez beschrieb die Entstehung der Dokumentation in seiner Reportage Das Abenteuer des Miguel Littín. Darin ließ er Miguel Littín die „unglaubliche Geschichte“ persönlich nacherzählen.

## Filmografie
| - 1965: Por la tierra ajena - 1969: Der Schakal von Nahueltoro (El Chacal de Nahueltoro) - 1971: Das gelobte Land (La Tierra prometida) (DDR-Titel: Das versprochene Land) - 1971: Compañero presidente - 1975: Actas de Marusia - 1976: Crónica de Tlacotalpan - 1976: Actas de Marusia - 1978: Es lebe der Präsident (El Recurso del método) - 1979: Montiels Witwe (La Viuda de Montiel) (DDR-Titel: Die Witwe des Montiel) | - 1980: Acuacultura – Granjas de agua - 1982: Alsino und der Condor (Alsino y el cóndor) - 1986: Protokoll über Chile (Acta General de Chile) - 1990: Sandino (Sandino) - 1994: Los Náufragos - 1998: Aventureros del fin del mundo - 2000: Tierra del fuego - 2001: Crónicas palestinas - 2002: El Abanderado - 2005: La ultima luna - 2009: Dawson. Isla 10 |